# Christi-Himmelfahrts-Kirche (Zrenjanin)
Die Christi-Himmelfahrts-Kirche (serbisch: Црква Вазнесења Господњег, Crkva Vaznesenja Gospodnjeg) ist eine Serbisch-orthodoxe Kirche in der serbischen Stadt Zrenjanin. Die dem Hochfest Christi-Himmelfahrt geweihte Pfarrkirche ist Sitz der Pfarrei Bagljaš im Dekanat Zrenjanin der Eparchie Banat der Serbisch-Orthodoxen Kirche.

## Lage
Die Kirche steht im Zentrum des Zrenjaniner Stadtteils Bagljaš, an der Kreuzung der Straßen Bulevar Veljka Vlahovića und der Stražilovska ulica im westlichen Stadtgebiet.

## Geschichte
Im bevölkerungsreichsten Stadtteil Zrenjanins wurde mit dem fortlaufenden Bevölkerungsanstieg gegen Ende der 2000er Jahre die Forderung laut, eine Kirche zu erbauen.
Am 26. April 2009 wurde das Bauland für die neue, durch Spendengelder finanzierte, Kirche geweiht und ein Holzkreuz aufgestellt. Es war, nach der Mariä-Entschlafens-Kirche und die Mariä-Tempelgang-Kirche, der erste Serbisch-orthodoxe Kirchenbau Zrenjanins seit dem 18. Jahrhundert.
Im Juni 2011 wurde die Fundamentplatte gegossen und am 1. September desselben Jahres, in Anwesenheit des Bischofs der Eparchie Banat Nikanor Bogunović und des damaligen Bürgermeisters Ivan Bošnjak, geweiht. Mit dem Segen des Bischofs Nikanor wurde ab dem 1. Oktober 2011 mit dem Kirchenbau begonnen.
Die erste heilige Liturgie wurde 2015 zu Christi Himmelfahrt im unvollendeten Gebäude abgehalten und im Dezember 2015 weihte Bischof Nikanor feierlich die Kirchenkreuze ein. Drei Monate später, am 6. März 2016, wurden letztlich die vier Kirchglocken montiert.
Während der Bauphase zwischen 2011 und 2017 kam es wiederholt zu Verzögerungen, da es an finanziellen Mitteln mangelte.

## Architektur
Bei der Kirche handelt es sich um eine dreischiffige Basilika mit einer halbrunden Altar-Apsis im Osten und einem 18,5 m hohen Kirchturm mitsamt Eingangsportal an der Westseite. Eingänge befinden sich an der West-, Süd- und Nordseite.
In ihrem Aussehen erinnert die Kirche an den alten Serbisch-byzantinischen Stil bedeutender Kirchbauten aus der Zeit der Nemanjiden-Dynastie des Mittelalters, wie den des Klosters Sopoćani.

## Galerie

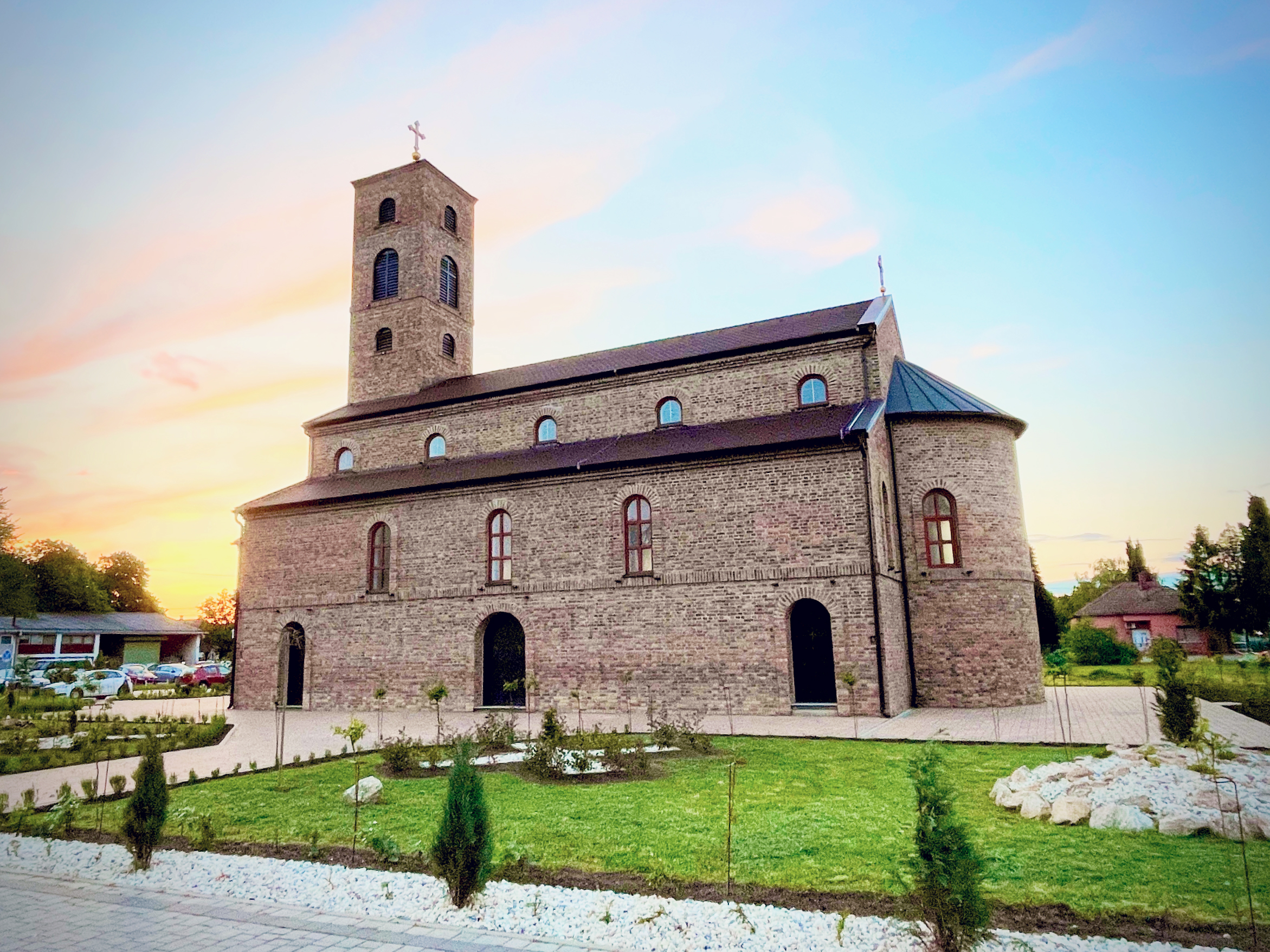
Die Kirch von Süden aus